# Kazuo Imanishi
Kazuo Imanishi (今西 和男 Imanishi Kazuo?,  nacido el 12 de enero de 1941 en Hiroshima) es un exfutbolista japonés que se desempeñaba como defensa.
En 1966, Imanishi jugó 3 veces para la selección de fútbol de Japón. Imanishi fue elegido para integrar la selección nacional de Japón para los Juegos Asiáticos de 1966.

## Trayectoria

### Clubes
| Club            | País  | Año         |
| --------------- | ----- | ----------- |
| Toyo Industries | Japón | 1963 - 1969 |

### Selección nacional
| Selección | País  | Año  |
| --------- | ----- | ---- |
| Absoluta  | Japón | 1966 |

## Estadística de equipo nacional
| Selección de Japón | Selección de Japón | Selección de Japón |
| Año                | Part.              | Goles              |
| ------------------ | ------------------ | ------------------ |
| 1966               | 3                  | 0                  |
| Total              | 3                  | 0                  |

## Palmarés

### Títulos nacionales
| Título              | Club            | País  | Año  |
| ------------------- | --------------- | ----- | ---- |
| Japan Soccer League | Toyo Industries | Japón | 1965 |
| Copa del Emperador  | Toyo Industries | Japón | 1965 |
| Japan Soccer League | Toyo Industries | Japón | 1966 |
| Japan Soccer League | Toyo Industries | Japón | 1967 |
| Copa del Emperador  | Toyo Industries | Japón | 1967 |
| Japan Soccer League | Toyo Industries | Japón | 1968 |
| Copa del Emperador  | Toyo Industries | Japón | 1969 |

### Distinciones individuales
| Distinción                  | Año  |
| --------------------------- | ---- |
| Japan Soccer League Best XI | 1966 |